# Fortificație

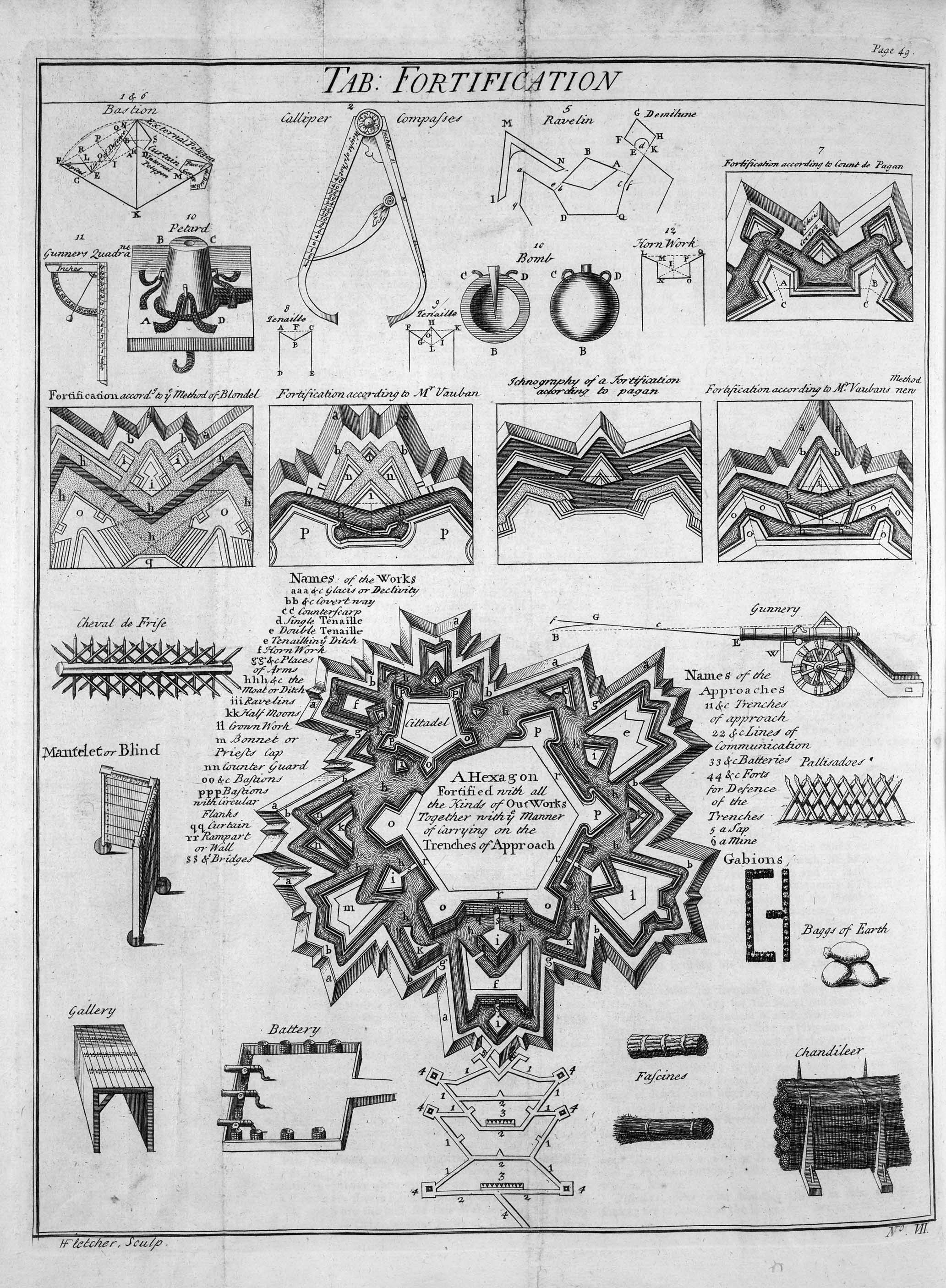
Desene privind diferite tipuri de fortificaţii

Fortificațiile sunt construcții militare de pământ, de piatră, de beton armat, care întăresc un oraș, o linie de luptă, făcute cu scopul de a apăra luptătorii, în caz de război, împotriva proiectilelor și a bombelor de avion și pentru a înlesni acțiunea de observare și de folosire a mijloacelor de luptă proprii.
Termenul are originea în limba latină, fortis însemnând "puternic", iar facere "a face".
În funcție de poziția față de cota terenului natural, fortificațiile sunt:
- supraterane;
- semiîngropate;
- la nivelul cotei zero (neacoperite);
- îngropate cu tavan monostrat;
- îngropate cu tavan multistrat;
- subterane.

În Transilvania, în așezările sătești săsești, se pot regăsi trei tipuri principale de fortificații:
- biserica cu incintă fortificată (de exemplu Prejmer),
- biserica fortificată (de exemplu Saschiz),
- fortăreața-biserică (de exemplu Valea Viilor, Sibiu)